# Karol Fryderyk Hasselquist
Karol Fryderyk Hasselquist, född i Kurland, död 1818, var en polsk läkare av svensk härkomst. 
Hasselquist studerade i Sankt Petersburg och Wien, där han fick doktorsdiplom 1774, och var från 1785 livmedikus hos Polens siste kung, Stanisław II August Poniatowski. Sina senaste levnadsår tillbringade Hasselquist i Kraków.